# Abscon

Abscon este o comună în departamentul Nord, Franța. În 1 ianuarie 2022 avea o populație de 4.160 de locuitori.